# Michel Miyazawa
Michel Miyazawa (jap. 宮澤 ミッシェル Miyazawa Michel; ur. 14 lipca 1963) – japoński piłkarz występujący na pozycji obrońcy.

## Kariera klubowa
Od 1986 do 1995 roku występował w klubach Fujita Industries i JEF United Ichihara.